# زوفیا کلپپا
زوفیا کلپپا (انگلیسی: Zofia Klepacka؛ زادهٔ ۲۶ آوریل ۱۹۸۶) ورزشکار بادسواری اهل لهستان است.
وی در مسابقات کشوری و بین‌المللی در مجموع برندهٔ ۴ مدال طلا، ۳ مدال نقره، ۶ مدال برنز شده‌است.